# Lady to Ladies
Lady to Ladies è un album della cantante statunitense Amii Stewart, pubblicato dall'etichetta discografica RTI nel 1994.
L'album, disponibile su musicassetta e compact disc, contiene delle cover di brani originariamente interpretati da donne, ed è prodotto e arrangiato da Mario Natale.
Il brano Why è stato successivamente reinterpretato in duetto con Randy Crawford e pubblicato come singolo.

## Tracce

### Lato A
1. My Baby Just Cares for Me
2. Why
3. Got to Be Real
4. Private Dancer
5. MacArthur Park
6. The Way We Were

### Lato B
1. Medley
  1. You Are My Sunshine
  2. Natural Woman
  3. Dr. Feelgood
  4. Respect
2. Theme from Mahogany (Do You Know Where You're Going To?)
3. You Belong to Me
4. Lady Marmalade
5. Killing Me Softly with His Song
6. Ain't Nobody